# Syyssaari (ö i Joutsa)
Syyssaari är en ö i Finland.   Den ligger i kommunen Joutsa i den ekonomiska regionen  Joutsa ekonomiska region  och landskapet Mellersta Finland, i den södra delen av landet, 200 km norr om huvudstaden Helsingfors.